# 建斗米命
建斗米命（たけとめのみこと、生没年不詳）は、古代日本の豪族・尾張連（尾張国造）の遠祖。